# Fontanna Orła Białego w Szczecinie
Fontanna Orła Białego w Szczecinie (niem. do 1945: Brunnen auf dem Roßmarkt, Roßmarktbrunnen, dosł.: Fontanna na Rynku Konnym) – znajduje się na pl. Orła Białego. Projekt najstarszej zachowanej barokowej fontanny wykonał berliński architekt Johann Friedrich Grael. Zrealizowany został w latach 1729–1732 został przez rzeźbiarza Johanna Konrada Kocha oraz kamieniarza Angerera.

## Historia
Uruchomiona 15 sierpnia 1732 roku, fontanna stanowiła jednocześnie pierwszy fragment wodociągu szczecińskiego. W roku 1866 została przeniesiona na obecne miejsce (pierwotnie znajdowała się przy kamienicach nr 18 – 19 od strony ulicy Koński Kierat). W czasie II wojny światowej zasypano fontannę żwirem i piaskiem, aby uchronić ją od zniszczenia. Fontana przetrwała II wojnę światową w formie kopca. Remont kapitalny fontanny przeprowadzono w latach 1990–1992 i ponownie w latach 2005–2006. Odrestaurowano fundamenty fontanny oraz zrekonstruowano żelazne ogrodzenie, które stało przed wojną. Ponowne uruchomienie Fontanny Orła Białego nastąpiło 8 kwietnia 2006 roku.

## Forma
Barokowa fontanna została wykonana w piaskowcu. W dolnej części znajduje się misa w kształcie czterolistnej koniczyny, ze żłobionymi ścianami zewnętrznymi. Główna część fontanny, znajdująca się pośrodku misy, ma kształt czworobocznego trzonu. Na każdym z boków widoczne są półokrągłe nisze z maszkaronami (w części górnej) i przytwierdzonymi u ich dołu misami w kształcie konchy. Narożniki trzonu wzmocnione są postumentami (u dołu), a u góry – misami (również w kształcie muszli). Na szczycie fontanny znajduje się misa ze stosem kamieni, na której spoczywa rzeźba orła z rozpostartymi skrzydłami.